# Discovery (rumfærge)
 For alternative betydninger, se Discovery. (Se også artikler, som begynder med Discovery)
Rumfærgen Discovery (NASA OV-103) blev som den tredje af NASAs rumfærger opsendt første gang i august 1984 og sidste gang i februar 2011.
Discovery er opkaldt efter et af den britiske opdagelsesrejsende James Cooks skibe.
Den 29. oktober 1998 blev den 77-årige politiker og tidligere astronaut John Glenn opsendt på en 9-dages mission for at studere rumflyvningens indvirkning på ældre mennesker.
Discovery har to gange i træk været valgt til frontfigur i NASAs "Return to Flight" program. Discovery var første rumfærge i rummet efter ulykken med Challenger, og Discovery var igen første rumfærge i rummet efter ulykken med Columbia.
Den 4. juli 2006 blev den sendt op igen på trods af en revne i skumisoleringen. Efter at to af astronauterne havde gennemført tre rumvandringer for at servicere den Internationale Rumstation og teste værktøj til at reparere rumfærgen landede den igen den 17. juli 2006. Ansatte ved NASA betegnede efter landingen rumfærgen som den der havde lidt mindst skade/slitage efter en opsendelse.
Discovery skal udstilles på National Air and Space Museums Steven F. Udvar-Hazy Center i Dulles International Airport nær Washington D.C. Discovery har fløjet 39 missioner, været 365 dage i rummet og kredset 5.830 gange om Jorden.

## Discovery rumfærgemissioner
| #  | Dato               | Mission  | Kort beskrivelse af missionen.                                                                                                |
| -- | ------------------ | -------- | --- |
| 1  | 1984 30 august     | STS-41-D | Satte 3 satellitter i kredsløb SBS, SYNCOM og TELSTAR-3C.                                                                     |
| 2  | 1984 8. november   | STS-51-A | Satte Anik-D2 og Leasat-I ud og bragte Palapa B-2 og Westar-6 tilbage.                                                        |
| 3  | 1985 24. januar    | STS-51-C | Pentagonmission. |
| 4  | 1985 12. april     | STS-51-D | mislykket anbringelse af Anik-C2 og SYNCOM IV-3. Senator Jake Garn.                                                           |
| 5  | 1985 17. juni      | STS-51-G | MORELOS-A, ARABSAT-A og TELSTAR-3D udsat. Prins Salman Al Saud.                                                               |
| 6  | 1985 27. august    | STS-51-I | AUSSAT-I, ASC-I og SYNCOM IV-4 udsat.                                                                                         |
| 7  | 1988 29. september | STS-26   | Første flyvning efter Challengers havari, TDRS-3.                                                                             |
| 8  | 1989 13. marts     | STS-29   | TDRS-4. |
| 9  | 1989 22. november  | STS-33   | Pentagonmission. |
| 10 | 1990 24. april     | STS-31   | Hubble-rumteleskopet. |
| 11 | 1990 6. oktober    | STS-41   | ESA's Ulysses. |
| 12 | 1991 28. april     | STS-39   | Pentagonmission. |
| 13 | 1991 12. september | STS-48   | UARS (Upper Atmosphere Research Satellite).                                                                                   |
| 14 | 1992 22. januar    | STS-42   | Spacelab IML-1. |
| 15 | 1992 2. december   | STS-53   | Pentagonmission. |
| 16 | 1993 8. april      | STS-56   | Spacelab-paller ATLAS-2. |
| 17 | 1993 12. september | STS-51   | . |
| 18 | 1994 3. februar    | STS-60   | . |
| 19 | 1994 9. september  | STS-64   | . |
| 20 | 1995 3. februar    | STS-63   | Besøgte Mir, dog uden sammenkobling, Spacehab-3.                                                                              |
| 21 | 1995 13. juli      | STS-70   | TDRS-7. |
| 22 | 1997 11. februar   | STS-82   | Hubble servicemission 2. |
| 23 | 1997 7. august     | STS-85   | . |
| 24 | 1998 2. juni       | STS-91   | 9. Mir-sammenkobling, nedtog NASA-astronauten Andy Thomas.                                                                    |
| 25 | 1998 29. oktober   | STS-95   | . |
| 26 | 1999 27. maj       | STS-96   | 1. sammenkobling med ISS, Spacehab.                                                                                           |
| 27 | 1999 19. december  | STS-103  | Hubble servicemission 3A. |
| 28 | 2000 11. oktober   | STS-92   | NASA's rumfærgemission nr. 100. Tilkoblingsadapter PMA-3 og Z-1 bjælke til ISS.                                               |
| 29 | 2001 8. marts      | STS-102  | ISS-forsyninger (Leonardo container), ISS-ekspedition 1 & 2 rotation.                                                         |
| 30 | 2001 10 august     | STS-105  | ISS-forsyninger (Leonardo container), ISS-ekspedition 2 & 3 rotation.                                                         |
| 31 | 2005 26. juli      | STS-114  | Første flyvning efter Columbias havari, ISS-forsyninger (Raffaello container).                                                |
| 32 | 2006 4. juli       | STS-121  | Første flyvning efter rumfærgernes grounding, ISS-forsyninger (Leonardo container), Thomas Reiter ESA's ISS-besætningsmedlem. |
| 33 | 2006 9. december   | STS-116  | Christer Fuglesang, nedtog Thomas Reiter.                                                                                     |
| 34 | 2007 23. oktober   | STS-120  | Node 2 (Harmony) til ISS, de sammenfoldede P-6 solpaneler flyttet til P-5 og foldet ud.                                       |
| 35 | 2008 31. maj       | STS-124  | Bemandede del af Kibō (PM - Pressurized Module).                                                                              |
| 36 | 2009 15. marts     | STS-119  | S-6 solpaneler. |
| 37 | 2009 28. august    | STS-128  | ISS-forsyninger (Leonardo container).                                                                                         |
| 38 | 2010 5. april      | STS-131  | ISS-forsyninger (Leonardo container).                                                                                         |
| 39 | 2011 24. februar   | STS-133  | ISS-forsyninger (Leonardo container efterlades).                                                                              |